# (1982) Cline
(1982) Cline es un asteroide que forma parte del cinturón de asteroides y fue descubierto por Eleanor Francis Helin el 4 de noviembre de 1975 desde el observatorio del Monte Palomar, Estados Unidos.

## Designación y nombre
Cline fue designado inicialmente como 1975 VA.
Más adelante se nombró en honor de Edwin Lee Cline, un amigo de la descubridora.

## Características orbitales
Cline orbita a una distancia media del Sol de 2,31 ua, pudiendo acercarse hasta 1,733 ua y alejarse hasta 2,887 ua. Su excentricidad es 0,2499 y la inclinación orbital 6,838°. Emplea en completar una órbita alrededor del Sol 1282 días.